# Reichs-Marinier-Corps
Das Reichs-Marinier-Corps war die Marineinfanterie der Reichsflotte und existierte vermutlich von 1848 bis zur endgültigen Abwicklung der Flottenliegenschaften im Oktober 1853.

## Geschichte

### Organisation
Die Ursprünge des Korps sind ungewiss. Gesichert ist, dass von Minister Arnold Duckwitz am 31. März 1849 eine Bestimmung zur Uniformierung der Einheit erlassen wurde, die Fregattenkapitän Karl Rudolf Brommy übersandt wurde.
Das Korps besaß die für die eine Marineinfanterie typischen Aufgaben wie Wachdienst an Bord und an Land sowie als Geschützbedienung. Möglicherweise besaßen die Mariniers auch eine militärpolizeiliche Funktion. Die Sollstärke betrug 1849:
- Offiziere: 6
- Seewebel (Feldwebel zur See): 1
- Sergeanten: 5
- Unteroffiziere: 10
- Gefreite: 15
- Bataillonstambour: 1
- Trommler und Pfeifer: 12
- Soldaten: 190

Die Iststärke betrug jedoch höchstens 86 Angehörige. Über die Verwendung des Korps ist bislang nichts weiter bekannt. Vermutlich wurden kleinere Abteilungen auf den schwimmenden Einheiten einquartiert und ein Teil zur Bewachung von Marineanlagen in Bremerhaven verwendet. Da kein Kommandeur erwähnt wird, ist nicht ausgeschlossen, dass die Mariniers direkt Brommy unterstanden. Namentlich bekannt sind lediglich vier Offiziere aus einer Rangliste vom 1. Mai 1850:
1. Hauptmann im Marinier-Korps Ludwig Weber, geb. 1813 Mannheim, „früherer Ingeniörhauptmann in griechischen Diensten“,
2. Sekonde-Leutnant im Marinier-Korps Ernst Rudolf Freudenthal, geb. 1820 Posen, zuvor „Premier-Leutnant in schleswig-holsteinischen Diensten“,
3. Sekonde-Leutnant Eduard Karl Leo Schöningh, geb. 1825 Meppen, „Preußischer Einjährig-Freiwilliger“,
4. Oberfeuerwerker Johann Karl Blättermann, geb. 1816 Mühlhausen/Thüringen, vorher „Oberfeuerwerker in preußischen Diensten“.
Im Oktober 1853, rund sechs Monate nach der Ausgabe des letzten Tagesbefehls für die Flotte durch Brommy, hatte Hauptmann Weber das letzte Material veräußert oder an die Bundesfestungen überführt. Danach hat das Korps zumindest in Überresten noch nach der Auflösung der eigentlichen Flotte weiterbestanden.

### Uniformierung
Die Uniformierung war durch die obige Bestimmung vom 31. März 1849 festgelegt worden. Die Uniform entsprach grundsätzlich der der preußischen Infanterie mit Ausnahme des ledernen Helms („Pickelhaube)“, der nach der Art der preußischen Artillerie gestaltet war. Dieser besaß statt einer Spitze eine Kugel, um bei der Handhabung z. B. von Geschützen gegenseitige Verletzungen des Bedienungspersonals zu vermeiden. Der Offiziershelm sollte laut Vorschrift einen erhabenen silbernen Reichsadler sowie eine schwarz-rot-goldene Kokarde tragen.
Der Mannschaftshelm trug einen Reichsadler aus Messing. Die Dienstmütze der Mannschaften entsprach der der preußischen Infanterie und besaß eine schwarz-rot-goldene Kokarde. Die Mannschaften besaßen ein Arbeitshemd (Bluse) aus Zwillich, im Herbst 1849 wurde zusätzlich ein Wollhemd eingeführt. 
Ein ursprünglich eingeführter roter Kragen auf dem Waffenrock (auch Dienstjacke genannt) wurde ab Oktober 1849 durch einen blauen mit roten Patten ersetzt. Für Offiziere war im Dienst eine goldfarbene Schärpe mit eingewirkten schwarz-roten Streifen vorgeschrieben. Insgesamt entsprach das Erscheinungsbild der Mariniers weitgehend der der preußischen Infanterie.

### Bewaffnung, Ausrüstung
Als Bewaffnung trugen Offiziere einschließlich des Seewebels den preußischen Offiziersdegen. Die Unteroffiziere und Mannschaften führten offensichtlich ein eigens für die Marine entwickeltes Perkussionsgewehr. Als Seitenwaffe diente eine an dem preußischen Infanteriesäbel angelehnte Waffe. 
Zur Ausrüstung gehörte ein Tornister nach Art der preußischen Infanterie. Der graue Mantel konnte mit Packriemen auf dem Tornister befestigt werden. Hinzu kamen ein Leibgurt aus schwarzem Leder, eine Patronentasche, eine Blechbüchse für Zündhütchen, eine Zündhütchentasche sowie ein Brotbeutel aus Leinen.
Soweit bekannt, existiert keine zeitgenössische Abbildung der Mariniers. Eine farbige Rekonstruktionszeichnung ist bei Noeske/Stefanski, Bd. 1, Bildteil, S. 16, wiedergeben. 